# Sveriges apoteksförening
Sveriges Apoteksförening företräder i stort sett alla apotek i Sverige och arbetar för att skapa goda förutsättningar för apoteksföretagen. Apoteksbranschen är den del av den svenska hälso- och sjukvården och ansvarar för en trygg och säker läkemedelsförsörjning i hela landet. I apoteksbranschen arbetar människor med stor kunskap om läkemedel, läkemedelshantering, läkemedelsanvändning och hälsofrågor.
Sveriges Apoteksförening är en ideell förening som har till uppgift att tillvarata och främja medlemmarnas branschintressen
Sveriges Apoteksförenings tio medlemmar svarar för nästan 100 procent av apoteksmarknaden i Sverige.
Över hela landet samt på nätet finns över 1 400 apotek som erbjuder receptfria och receptbelagda läkemedel, hälsovårdsprodukter samt rådgivning och andra hälsorelaterade tjänster. Enbart apotek med apotekstillstånd utfärdat av Läkemedelsverket kan ansöka om att bli medlem i föreningen.
Verkställande direktör är Johan Wallér.

## Medlemsföretag
- ApoEx
- Apoteket AB
- Apotek Hjärtat
- Apoteksgruppen
- Lloyds Apotek
- Kronans Apotek
- Apotea
- Apohem
- Meds
- Sveriges oberoende apoteksaktörers förening